# 상동초등학교 안인분교
상동초등학교 안인분교는 경상남도 밀양시 상동면 구곡길 54-33 (안인리)에 있었던 분교이다.

## 연혁
- 1962년 12월 29일 설립인가
- 1963년 9월 10일 상동국민학교 안인분교장 개교
- 1966년 4월 26일 안인국민학교 개교
- 1996년 3월 1일 안인초등학교로 개칭
- 1997년 2월 20일 제30회 졸업식(13명/누계 1108명)
- 1997년 3월 1일 상동초등학교 안인분교장으로 격하
- 1999년 3월 1일 본교로 통폐합